# Chiesa di San Giorgio (Gambellara)
La chiesa di San Giorgio è la parrocchiale di Sorio, frazione del comune di Gambellara in provincia e diocesi di Vicenza; fa parte del vicariato di Lonigo, precisamente dell'Unità Pastorale di Gambellara e Sorio.

## Storia
La chiesa di San Giorgio forse in origine faceva parte di una fara longobarda, mentre la prima testimonianza documentata risale al 1268, quando i da Sarego vennero investiti come vassalli del Vescovo di Vicenza Beato Bartolomeo da Breganze per le decime riscosse sulle terre poste ‘’in villa S. Georgi’’.
Durante il dominio dei Scaligeri, tra il 1311 e il 1387 la chiesa fu aggregata al territorio veronese, mentre nel 1390 fu restituita a Vicenza dai Visconti di Milano assieme a Gambellara Vicentina.

Ai tempi degli Scaligeri risalirebbero l’attuale campanile, sorto vicino all’originaria chiesa romanica, della quale si conservò a lungo la parete absidale.
Nel 1410, sotto la Serenissima, il magistrato veneziano Paolo Zane decise la divisione dei Comuni di Sorio e di Gambellara, con una buona metà del territorio assegnata alla chiesa di S. Giorgio, che nel 1460 risulta in buono stato.
Ai tempi della Lega di Cambrai, nel primo Cinquecento, la chiesa romanica fu abbattuta, ricostruendo un edificio con due navate separate fra loro da tre arcate sostenute da colonne, probabilmente recuperate dall’edificio precedente insieme ad altari, capitelli e immagini sacre. Fu consacrata nel 1525 dal vescovo suffraganeo Michele Iorba e dagli atti attestanti l’avvenimento risultano presenti vari altari: quello maggiore dedicato ai Santi Giorgio e Benedetto da Norcia, quello del Santissimo Sacramento dei nobili da Sarego e successivamente dei conti Trissino, quello dei Santi Sebastiano e Rocco dei Dall’Acqua e quello di Sant'Antonio Abate della famiglia Bevilacqua. Attorno alla chiesa vi era il cimitero, cinto da un muro.
Nel 1521 la San Pietro Apostolo di Gambellara sosterrà di essere matrice della chiesa di Sorio. Per antica tradizione il rettore di Sorio doveva partecipare nella chiesa di Gambellara da diacono alla benedizione del cero pasquale e ricevere gli oli santi, poi accompagnare i suoi fedeli a San Pietro il giorno di San Marco e con le "croci inalberate" salire cantando fino alla chiesetta sul monte. Inoltre, nel secondo giorno delle Rogazioni sacerdote e fedeli dovevano unirsi a quelli di Gambellara e percorrere in processione i confini parrocchiali sui monti e il giorno successivo quelli della campagna a sud e sudovest.

In realtà da codici vaticani del 1297 e del 1303 le chiese di Sorio e Gambellara risultano cappelle sussidiarie della pieve di Montecchia di Crosara.
Nella seconda metà del Seicento la chiesa fu restaurata mentre era parroco don Polidoro Classerini, demolendo l’abside semicircolare per erigere il nuovo presbiterio e ricavando a sud la sacrestia. Furono rinnovati nel tempo anche gli altari, dedicati alla Madonna del Carmine (1697), allo Spirito Santo, il maggiore dedicato ai Santi Giorgio e Benedetto con la pala attribuita a Bartolomeo Montagna (1711), a San Giuseppe (1719, divenuto poi della Madonna del Santo Rosario, all’Immacolata (1721, ceduto nel 1964 alla parrocchia di Caldogno, a Sant'Antonio di Padova (rinnovato nel 1749 e dedicato anche a Santa Lucia) e ai Santi Rocco e Sebastiano (1662-1669, in seguito demolito e venduto alla chiesa parrocchiale di San Giorgio in Costabissara). 

Dopo questi interventi edilizi, la chiesa fu riconsacrata nell’ultima domenica di ottobre del 1745 dal Vescovo di Vicenza Antonio Maria Priuli.

I sette altari, seppur con dediche cambiate nel tempo, erano presenti durante la visita pastorale del Vescovo e futuro Santo Giovanni Antonio Farina nel 1871.
Nel 1825 le tensioni tra le parrocchie di Sorio e Gambellara raggiunsero il culmine quando all'economo spirituale don Gianesin fu impedito di recarsi alla chiesa di San Pietro dai suoi parrocchiani per partecipare ai riti della Settimana Santa. Due anni dopo, nel 1827, la processione campestre di Gambellara fu presa a sassate e s'impedì ai fedeli di entrare nella chiesa di Sorio, con schiamazzi e fischi. Il Sinodo diocesano del 1863 e l'intervento del Vescovo Farina, gambellarese di origine, fecero terminare tali tensioni.
Nel XX secolo ci fu il tentativo di costruire una nuova chiesa, con posa della prima pietra il 16 luglio 1927, festa della Madonna del Carmine, con lavori che proseguirono fino al 1929, ma l’emigrazione, la crisi economica mondiale e l’arrivo della Seconda Guerra Mondiale portarono alla sospensione definitiva dei lavori, che ripresero solamente negli anni 1964 – 1965, quando si aggiunse una navata per ampliare l’edificio, rimuovendo ben quattro dei sette altari.
Altro intervento molto recente ha interessato la sistemazione del sagrato della chiesa.

## Descrizione

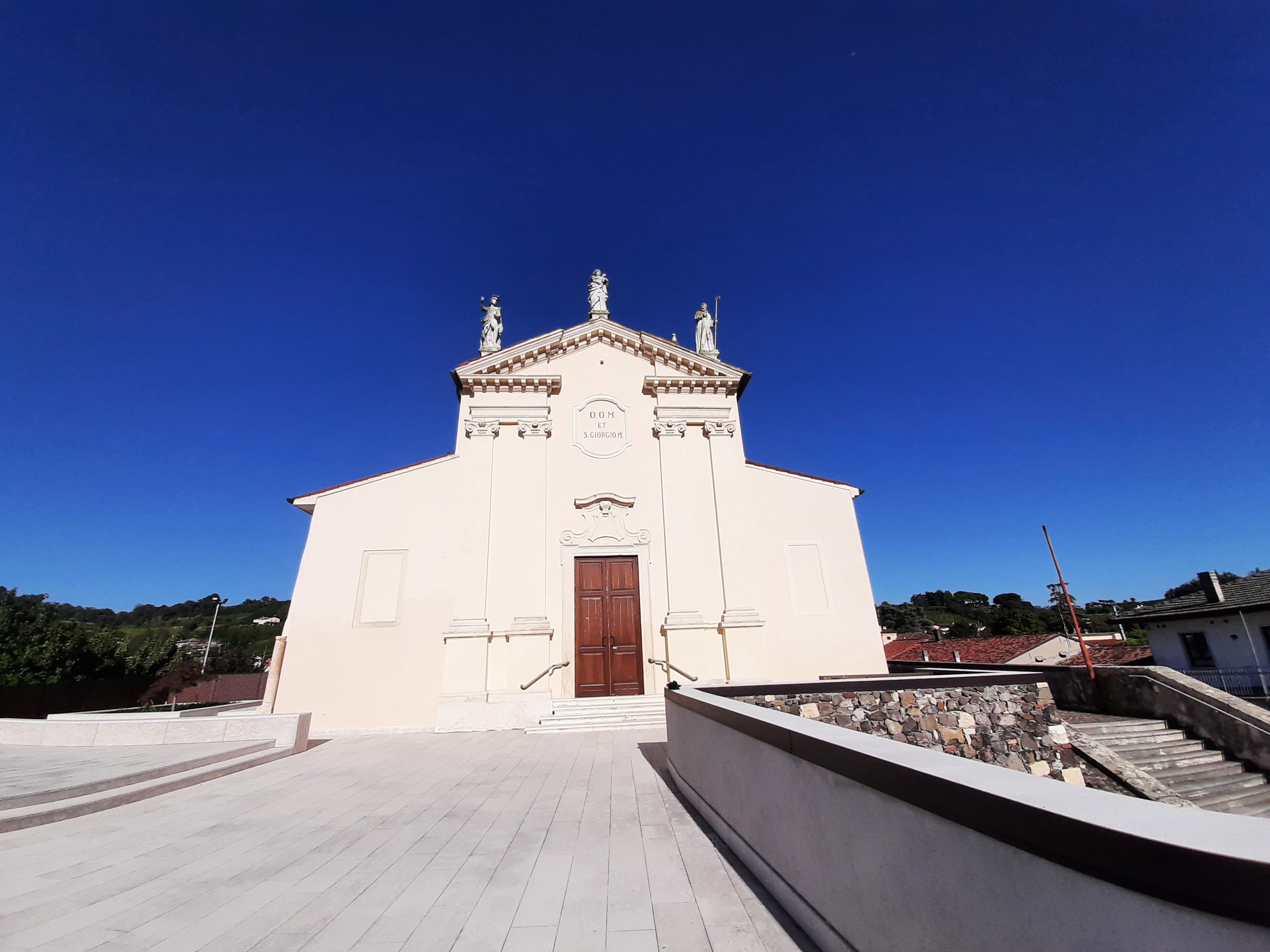
La facciata.

### Esterno
La chiesa sorge su una piccola altura ed ha la facciata a salienti, ricomposta nel 1706 e rivolta ad ovest, che fa comprende la disposizione interna delle navate.
Portale rettangolare a cui si accede salendo alcuni gradini, con lesene che sostengono il timpano triangolare con ai vertici bassi le statue dei Santi Giorgio e Benedetto e al centro la Vergine Maria con il Bambino.
Grazie alla demolizione dell’antica canonica, probabilmente nel Settecento, la facciata ebbe più visibilità

### Interno
L'interno oggi si presenta a tre navate divise da tre colonne per parte e una quarta addossata al muro di fondo.
Nella navata di destra, appoggiata al muro di fondo, vi è la statua di San Rocco. Seguono una pala raffigurante la Crocifissione  e l’altare con pala della Natività dipinta da Francesco Maffei.
Nella navata di sinistra abbiamo la statua di San Sebastiano, il fonte battesimale in pietra e la pala attribuita a Bartolomeo Montagna con la Madonna col Bambino fra i Santi Giorgio e Benedetto, un tempo sull’altare maggiore, databile alla prima metà del Cinquecento e sicuramente modificata nella seconda metà del Seicento durante i lavori che smantellarono l’altare maggiore su cui era collocata. Restaurata nel 2013 da Alessandra Cottone, mostra l’evidente mancanza di uno sfondo.

Segue l’altare, rinnovato nel 1749 dedicato a Sant’Antonio di Padova con pala raffigurante Sant’Antonio e il Bambino del pittore Giulio Carpioni. In fondo alla navata vi è un'antica Madonna con Bambino, racchiusa da un’artistica edicola, venerata come Madonna del Carmine e portata in processione ogni anno a luglio.
Nel presbiterio, a base quadrata, è presente l’altare maggiore, che presenta la dedica a San Rocco, datata 1711, ricco di marmi e stucchi, specialmente nel paliotto intarsiato, presenta una pala raffigurante l'Annunciazione, di autore ignoto, tra quattro colonne in marmo rosso di Verona.
Nell’abside, con fondo piatto, sono collocate due statue raffiguranti San Giovanni Nepomuceno e un altro Santo.

## Campanile e campane

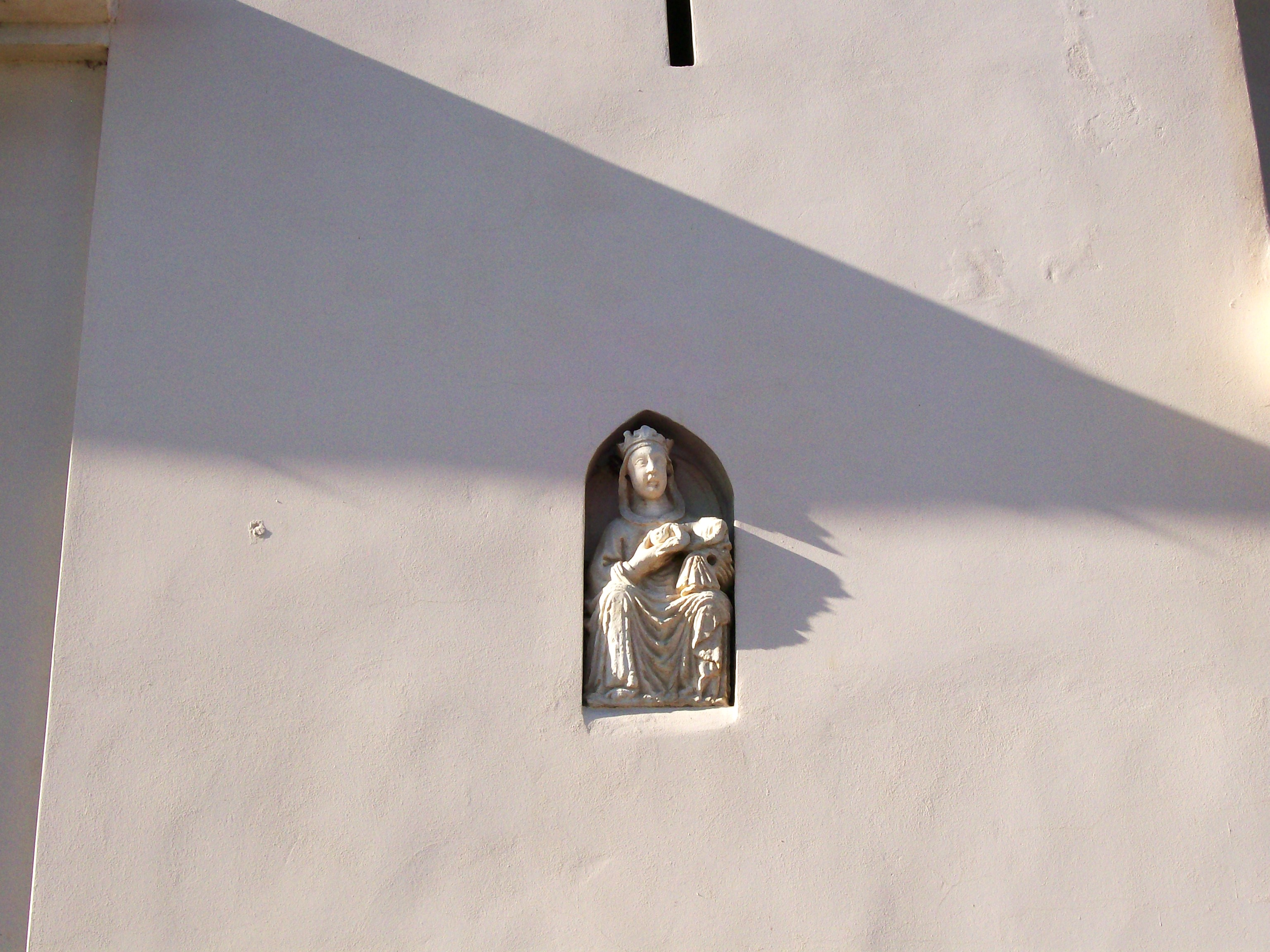
La statua della Madonna col Bambino presente in una nicchia del campanile.

La torre campanaria è tra le parti più antiche esistenti. Risalirebbe al Trecento, è alta venticinque metri e sopra la porta, in una nicchia, è presente un’antica statua in pietra della Madonna col Bambino.
A pianta quadrata, presenta una cella campanaria con bifore, mentre la copertura a pigna in cotto è sormontata da una croce metallica.
Il concerto campanario collocato nella torre è composto da 5 campane in MI3 montate alla veronese ed elettrificate. Questi i dati del concerto:
1 – MI3 – diametro 1087 mm - peso 720 kg - Fusa nel 1907 da Cavadini di Verona
2 – FA#3 – diametro 977 mm - peso 520 kg - Fusa nel 1907 da Cavadini di Verona
3 – SOL#3 – diametro 890 mm – peso 390 kg - Fusa nel 1931 da Colbachini di Bassano del Grappa
4 – LA3 – diametro 810 mm - peso 300 kg - Fusa nel 1907 da Cavadini di Verona
5 – SI3 – diametro 727 mm - peso 210 kg - Fusa nel 1907 da Cavadini di Verona.